# Lista postaci ze świata Half-Life
Lista postaci ze świata przedstawionego serii gier Half-Life.

## Adrian Shephard
Kapral Adrian Shephard - główny bohater Half-Life: Opposing Force, pierwszego oficjalnego dodatku do Half-Life. Jest 22-letnim komandosem wysłanym do ośrodka badawczego Black Mesa, członkiem Hazardous Environment Combat Unit (pol. jednostka bojowa do środowisk niebezpiecznych).

## Alyx Vance
Alyx Vance – młoda kobieta, córka doktora Elia Vance’a. Pomaga Gordonowi w walce z przeciwnikami. Protagonistka gry Half-Life: Alyx.

## Arne Magnusson
Doktor Arne Magnusson – postać fikcyjna występująca w Half-Life 2: Episode Two. Jest jednym z najważniejszych członków bazy White Forest Rocket Facility, należącej do Ziemskiego Ruchu Oporu przeciwko Kombinatowi. Głosu postaci udzielił John Aylward.
Magnusson ma vortigaunckiego asystenta imieniem Uriah, który, jako jedyny w placówce, wydaje się darzyć go nie tylko szacunkiem, ale i sympatią. Pracę z nim uważa za ogromny zaszczyt.

## Barney Calhoun
Barney Calhoun – główny bohater Half-Life: Blue Shift, drugiego oficjalnego dodatku do Half-Life, strażnik z Black Mesy, przyjaciel Gordona Freemana.
Głosu we wszystkich dotychczasowych częściach gry użyczył postaci Michael Shapiro, a Scott Lynch z firmy Valve Software użyczył tej postaci swoją twarz w Half-Life 2.

## Dog
Dog (pol. pies) - robot, fikcyjna postać z gry komputerowej Half-Life 2.
Należy do Alyx Vance i został dla niej stworzony przez jej ojca, Elia Vance’a. Gracz poznaje go po raz pierwszy w rozdziale gry Half-Life 2 pt. Black Mesa East. Alyx umożliwia Gordonowi zabawę z nim przy pomocy działa grawitacyjnego. W dalszym rozdziale gry pt. „Pierwszy Antyobywatel” (ang. Anticitizen One), Dog pomaga mu w ogarniętym walkami Mieście 17 (ang. City 17) podnosząc fragment muru otaczającego Cytadelę i odsłaniając przejście do niej. Dog pomaga również przy niszczeniu różnych maszyn, a także usuwaniu przeszkód z drogi.

## Eli Vance
Doktor Eli Vance – fikcyjna postać występująca w grach Half-Life oraz Half-Life 2. Jest ojcem Alyx Vance. Jego żona Azian zmarła podczas kaskady rezonansowej w bazie Black Mesa Research Facility, gdzie pracował Eli.
W czasie wydarzeń z Half-Life 2 zajmuje się ruchem oporu i próbuje wyzwolić Miasto 17 spod okupacji Kombinatu.

## Gordon Freeman
Doktor Gordon Freeman – główny protagonista serii Half-Life. Podczas gry postać nie wydaje żadnych odgłosów.

## Ojciec Grigori
Ojciec Grigori – fikcyjny ojciec zakonny, występujący w Half-Life 2 w rozdziale Nie chodzimy do Ravenholm. Jest jedyną osobą, która przetrwała bombardowanie miasta Ravenholm rakietami zawierającymi headcraby. Głos podłożył Jim French.

## G-Man
G-Man – fikcyjna postać występująca w serii Half-Life. Zawsze ubrany w garnitur z krawatem i aktówką w ręku, po raz pierwszy widziany w Half-Life. Znany z dziwnego zachowania i zdolności wykraczających poza możliwości zwykłego człowieka, jego tożsamość i motywy działania pozostają prawie całkowicie owiane tajemnicą. Odgrywa rolę nadzorcy i pracodawcy, obserwując gracza podczas jego wędrówki oraz wywierając wpływ na pewne kluczowe wydarzenia mające miejsce w sadze Half-Life. We wszystkich częściach serii jak i dodatkach głosu użyczył mu amerykański aktor Michael Shapiro.

## Isaac Kleiner
Doktor Isaac Kleiner – postać fikcyjna, jeden z głównych bohaterów gry Half-Life 2, jest doktorem fizyki teoretycznej. Zdołał uciec z Black Mesy i zaszył się w Mieście 17. To dzięki niemu stworzono teleporty umiejscowione w jego gabinecie i we „Wschodniej Black Mesie” (ang. Black Mesa East), siedzibie Elia Vance’a. Głosu użyczył Harry S. Robins.

## Judith Mossman
Doktor Judith Mossman - fikcyjna postać z Half-Life 2. Judith wygląda na około czterdzieści lat. Pracuje w ukrytym ośrodku badawczym, Wschodniej Black Mesie, z doktorem Eliem Vance’em. Głosu Judith użyczyła aktorka Michelle Forbes.

## Wallace Breen
Doktor Wallace Breen – główny antagonista w Half-Life 2 oraz władca Ziemi w swojej kwaterze głównej w Cytadeli, w Mieście 17. Przed inwazją ze strony Kombinatu był administratorem kompleksu Black Mesa. Jego głos podkładał Robert Culp.

## Richard Keller
Doktor Richard Keller - fikcyjna postać z gry Half-Life: Decay, stworzonego na konsolę PlayStation 2 rozszerzenia Half-Life. Instrukcja gry opisuje go jako 55-letniego, poruszającego się na wózku inwalidzkim naukowca, pracującego w Black Mesa Research Facility z certyfikatem bezpieczeństwa 5. stopnia. W grze Keller daje się poznać jako osoba kapryśna i nieco pogardliwa, żywiąca wyraźną niechęć w stosunku do swojego kolegi dr Rosenberga.

## Doktor Rosenberg
Doktor Rosenberg - pracownik kompleksu badawczego Black Mesa Research Facility, przydzielony do zaawansowanego projektu badań z dziedziny fizyki w  laboratorium materiałów anomalnych (ang. Anomalous Materials Laboratory) oraz w sektorze Lambda. Dr Rosenberg pojawia się m.in. w Half-Life: Decay, gdy rozmawia z doktorem Richardem Kellerem. Stanowisko, jakie zajmuje dr Rosenberg, pozostaje nieznane, jednakże posiada on najwyższy certyfikat bezpieczeństwa.